# محافظة عنيزة
محافظة عنيزة، هي إحدى محافظات منطقة القصيم في السعودية، وعاصمتها مدينة عنيزة.

## السكان
بلغ عدد سكان محافظة عنيزة (184,644) نسمة حسب تعداد السعودية 2022، عدد السعوديين (123,122) نسمة، وعدد غير السعوديين (61,522) نسمة.

## القرى التابعة
هذه قائمة بأسماء القرى التابعة لمحافظة عنيزة:
- الفاخرية.
- البويطن.
- العونيه.
- وادي الجناح.
- الروغاني.
- الوهلان.
- وادي أبوعلي.
- الضلعة.
- منزلة أبوعلي.
- العدائن.
- الفردة.
- العنبرية.
- الرفيعة.
- الغابشية.
- العوشزية.
- المباركية.
- البربك.
- النعام.